# Арбузовка (Інсарський район)
Арбу́зовка (рос. Арбузовка, ерз. Арбузовка) — село у складі Інсарського району Мордовії, Росія. Входить до складу Кочетовського сільського поселення.
Населення — 124 особи (2010; 170 у 2002).
Національний склад станом на 2002 рік:
- росіяни — 84 %